# New Gloucester
New Gloucester ist eine Town im Cumberland County des Bundesstaats Maine in den Vereinigten Staaten. Im Jahr 2020 lebten dort 5676 Einwohner in 2387 Haushalten auf einer Fläche von 123,8 km².

## Geografie
Nach dem United States Census Bureau hat der Ort eine Gesamtfläche von 123,8 km², von denen 122,0 km² Land und 1,8 km² Wasser sind.
In der Nähe befindet sich die Shaker-Gemeinde Sabbathday Lake Shaker Village.

### Geografische Lage
New Gloucester liegt im nördlichen Teil des Cumberland County. Das Gebiet ist nur wenig hügelig, die höchste Erhebung ist der 157 Meter hohe Bald Hill im nördlichen Teil der Town. Das Land ist als Ackerland von guter Qualität und das Hochland ist in der Regel lehmig.

### Gewässer
In der Town gibt es eine Mineralquelle, den Centennial Spring. Im Norden befindet sich der Lily Pond und im Nordwesten der Sabbathday Lake. New Gloucester wird durch den Royal River und den Harris Brook durchflossen.

### Nachbargemeinden
Alle Entfernungen sind als Luftlinien zwischen den offiziellen Koordinaten der Orte aus der Volkszählung 2010 angegeben.
- Norden: Poland im Androscoggin County, 11,4 km
- Nordosten: Auburn im Androscoggin County, 7,0 km
- Osten: Durham im Androscoggin County, 18,9 km
- Südosten: Pownal, 12,8 km
- Süden: North Yarmouth, 8,0 km
- Westen: Gray, 8,2 km
- Westen: Raymond, 19,2 km

### Stadtgliederung
In New Gloucester gibt es mehrere Siedlungsgebiete: Cobbs Bridge, Cobb’s Station (auch Cobb’s Bridge, ehemalige Eisenbahnstation), Foggs Corner (Foggs Corners), Intervale, Lower Gloucester, New Gloucester, Rowes (auch Rowe, ehemalige Eisenbahnstation), Sabbathday Lake, Shaker Village, Upper Gloucester, West Gloucester, Whites Corner und Woodman Station.

### Klima
Die mittlere Durchschnittstemperatur in New Gloucester liegt zwischen −6,1 °C (21° Fahrenheit) im Januar und 20,6 °C (69° Fahrenheit) im Juli. Damit ist der Ort gegenüber dem langjährigen Mittel der USA um etwa 9 Grad kühler. Die Schneefälle zwischen Oktober und Mai liegen mit bis zu zweieinhalb Metern mehr als doppelt so hoch wie die mittlere Schneehöhe in den USA; die tägliche Sonnenscheindauer liegt am unteren Rand des Wertespektrums der USA.

## Geschichte

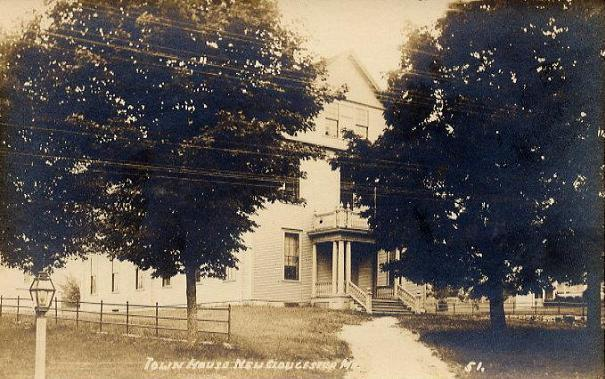
Town House

New Gloucester wurde im Jahr 1735 an 60 Bewohner von Gloucester als Grant gegeben. Diese bezeichneten das Gebiet als „New Gloucester“. Das Land wurde in 63 gleiche Teile aufgeteilt. 60 für die Bewohner, die anderen drei Teile bekamen der Priester, die Helfer des Priesters und die Schule. Eine Reihe von Familien baute ein Dutzend Blockhäuser auf Harris Hill sowie ein Sägewerk in der Nähe. Die Auseinandersetzungen im Siebenjährigen Krieg betrafen auch New Gloucester und die Siedlung wurde aufgegeben.
Im Jahr 1753 kehrten einige der Bewohner zurück und bauten ein Blockhaus südwestlich des Versammlungshauses auf der unteren Seite der Straße. Sechs Jahre lang diente es als Wohnhaus, Festung und Kirche. Die Langlöcher in den Wänden waren für die Geschütze gedacht, dienten aber auch als Fenster. Die zerstörten Mühlen und Hütten wurden neu aufgebaut. Im Jahre 1756 wurde eine neue Straße von Walnut Hill nach North Yarmouth gebaut und die erste Schrotmühle wurde im Jahre 1758 gebaut.
Oberst Isaac Parsons und John Woodman kamen im Jahre 1761 nach New Gloucester. Die Errichtung eines Schulhauses und die Ankunft des ersten Schulmeister und des Priesters fanden im Jahr 1764 statt. Das erste Meeting-House wurde 1770 erbaut und stand bis 1838. Es war ein einzigartiges Gebäude. Es besaß einen quadratischen Turm am südwestlichen Ende und eine Veranda auf der anderen Seite. 26 Fenster in zwei Reihen ließen Licht durch ihre 8 bis 10 Scheiben. Galerien auf drei Seiten stiegen bis auf Augenhöhe des Predigers, wenn er in der hohen Kanzel unter dem bedrohlichen Resonanzboden stand. Wächter mit langen Stäben achteten auf Schläfer und manchmal war die Erinnerung mit dem Noppenende alles andere als sanft. Löcher im Boden dienten als Spucknäpfe und sorgten für ausreichende Belüftung. Sitze drehten sich auf den Angeln während des Gebets, um Platz für die weiten Röcken der Damen zu schaffen. Das Pulverlager der town wurde in kleinen Schränken unter der Kanzel verwahrt, bereit um im Falle eines Angriffs durch Indianer an die Mitglieder der Versammlung an den Sonntagen und in ihre Wohnungen an weltlichen Tag ausgegeben zu werden. Die Kanzel war nicht unbedingt der trockenste Ort in der Stadt, doch bei Gefahr der heißeste.
Gegründet wurde die Town im Jahr 1794. Von 1795 bis zur Bildung des Oxford County im Jahr 1805 wurde hier im Wechsel mit Portland Gericht gehalten. So wurde New Gloucester früh zu einer der bedeutendsten Städte der Region. In der town wurde Holz verarbeitet, es wurden Kutschen, Stiefel und Schuhe hergestellt.

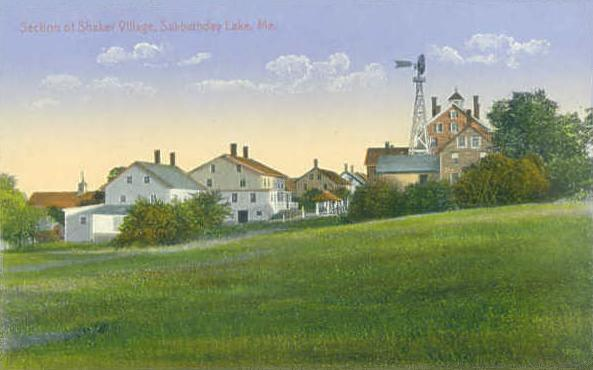
Shaker Village um 1920

Sabbathday Lake Shaker Village wurde im Jahr 1783 von der United Society of True Believers unter dem Namen Thompson's Pond Plantation gegründet. Heute ist diese Siedlung die letzte von vormals neunzehn religiösen Gemeinschaften, zwischen Maine und Florida, die durch die Shaker betrieben wurde. Es besteht aus 18 Häusern auf 7,3 km² (1,800 Acre) Land.

### Einwohnerentwicklung
| Volkszählungsergebnisse – Town of New Gloucester, Maine | Volkszählungsergebnisse – Town of New Gloucester, Maine | Volkszählungsergebnisse – Town of New Gloucester, Maine | Volkszählungsergebnisse – Town of New Gloucester, Maine | Volkszählungsergebnisse – Town of New Gloucester, Maine | Volkszählungsergebnisse – Town of New Gloucester, Maine | Volkszählungsergebnisse – Town of New Gloucester, Maine | Volkszählungsergebnisse – Town of New Gloucester, Maine | Volkszählungsergebnisse – Town of New Gloucester, Maine | Volkszählungsergebnisse – Town of New Gloucester, Maine | Volkszählungsergebnisse – Town of New Gloucester, Maine |
| Jahr                                                    | 1700                                                    | 1710                                                    | 1720                                                    | 1730                                                    | 1740                                                    | 1750                                                    | 1760                                                    | 1770                                                    | 1780                                                    | 1790                                                    |
| ------------------------------------------------------- | ------------------------------------------------------- | ------------------------------------------------------- | ------------------------------------------------------- | ------------------------------------------------------- | ------------------------------------------------------- | ------------------------------------------------------- | ------------------------------------------------------- | ------------------------------------------------------- | ------------------------------------------------------- | ------------------------------------------------------- |
| Einwohner                                               |                                                         |                                                         |                                                         |                                                         |                                                         |                                                         |                                                         |                                                         |                                                         | 1358                                                    |
| Jahr                                                    | 1800                                                    | 1810                                                    | 1820                                                    | 1830                                                    | 1840                                                    | 1850                                                    | 1860                                                    | 1870                                                    | 1880                                                    | 1890                                                    |
| Einwohner                                               | 1378                                                    | 1649                                                    | 1658                                                    | 1682                                                    | 1946                                                    | 1848                                                    | 1654                                                    | 1496                                                    | 1382                                                    | 1234                                                    |
| Jahr                                                    | 1900                                                    | 1910                                                    | 1920                                                    | 1930                                                    | 1940                                                    | 1950                                                    | 1960                                                    | 1970                                                    | 1980                                                    | 1990                                                    |
| Einwohner                                               | 1162                                                    | 1228                                                    | 1384                                                    | 1866                                                    | 2334                                                    | 2628                                                    | 3047                                                    | 2811                                                    | 3180                                                    | 3916                                                    |
| Jahr                                                    | 2000                                                    | 2010                                                    | 2020                                                    | 2030                                                    | 2040                                                    | 2050                                                    | 2060                                                    | 2070                                                    | 2080                                                    | 2090                                                    |
| Einwohner                                               | 4803                                                    | 5542                                                    | 5676                                                    |                                                         |                                                         |                                                         |                                                         |                                                         |                                                         |                                                         |

## Kultur und Sehenswürdigkeiten

### Bauwerke

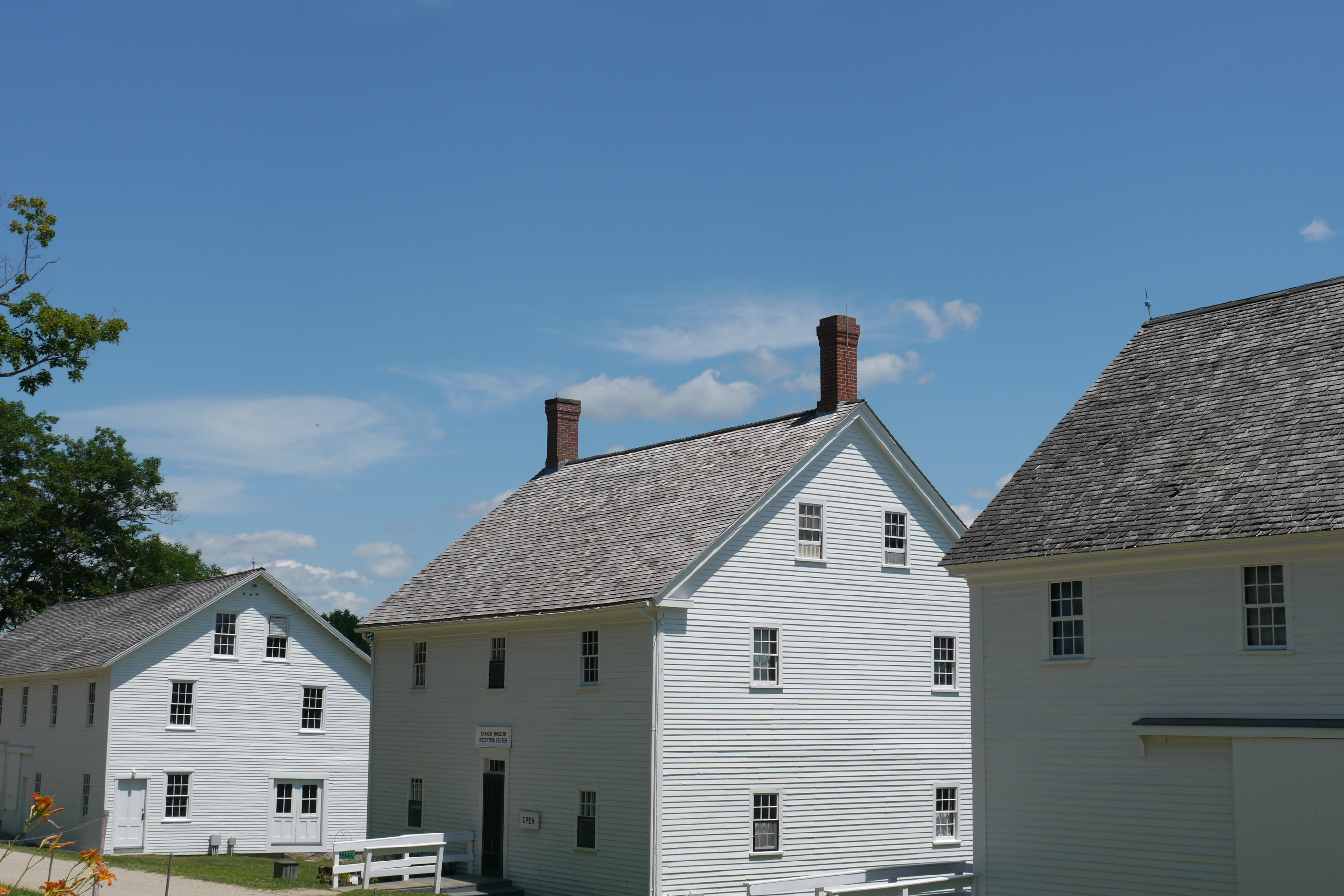
Shaker Village

Zwei Distrikte und zwei Gebäude stehen unter Denkmalschutz und wurden ins National Register of Historic Places aufgenommen.
als Distrikt
- New Gloucester Historic District, aufgenommen 1974, Register-Nr. 74000162
- Shaker Village, aufgenommen 1974, Register-Nr. 74000318

weitere Bauwerke
- Intervale Farm, aufgenommen 2004, Register-Nr. 03001407
- Universalist Meeting House, aufgenommen 1988, Register-Nr. 88000887

## Wirtschaft und Infrastruktur

### Verkehr
Die Interstate 95 verläuft in nordsüdlicher Richtung durch New Gloucester. Parallel zur Interstate verläuft der U.S. Highway 202. Von diesem zweigt in südliche Richtung die Maine State Route 231 ab. Die Maine State Route 26 führt durch den Nordwesten der Town. New Gloucester liegt an der Strecke der Maine Central Railroad.

### Öffentliche Einrichtungen
In New Gloucester gibt es keine medizinische Einrichtungen. Krankenhäuser finden sich in Portland, und Auburn.
New Gloucester besitzt eine eigene Bibliothek. Die New Gloucester Public Library befindet sich in der Intervale Road in New Gloucester.

### Bildung
New Gloucester gehört zusammen mit Gray zum Maine School Administrative District 15.
Folgende Schulen stehen im Bezirk zur Verfügung:
- Gray-New Gloucester High School in Gray (Klassen 9 bis 12)
- Gray-New Gloucester Middle School in Gray (Klassen 5 bis 8)
- Burchard A. Dunn Elementary School in New Gloucester (Pre-Kindergarten und Klassen 3 bis 4)
- James W. Russell School in Gray (Kindergarten bis Klasse 2)
- Memorial Elementary School in New Gloucester (Kindergarten bis Klasse 2)

## Persönlichkeiten

### Söhne und Töchter der Stadt
- Samuel C. Fessenden (1815–1882), Politiker
- G. W. Ingersoll (1803–1860), Politiker und Maine Attorney General
- Sara Plummer Lemmon (1836–1923), Botanikerin
- Guy H. Sturgis (1877–1951), Politiker und Maine Attorney General

### Persönlichkeiten, die vor Ort gewirkt haben
- Christian Becksvoort (* 1949), Möbeltischler und Autor